# Les Tombales
Les Tombales est une nouvelle de Guy de Maupassant parue en 1891.

## Historique
Les Tombales est d'abord publiée dans le quotidien Gil Blas du 9 janvier 1891, puis reprise l’année même pour gonfler la seconde édition du recueil La Maison Tellier.

## Résumé
Lors d'un dîner, cinq amis sont réunis. L'un d'eux raconte une de ses mésaventures au cimetière de Montmartre. Il y rencontre une jeune femme qui pleure la mort de son mari disparu. Pris de pitié pour la veuve, il l'accompagne jusqu'à la sortie du cimetière. Ils ont une brève aventure. Et quelque temps plus tard, il croise la même jeune femme au cimetière, escortée cette fois par un autre homme qui à son tour l'a prise en pitié.

## Adaptation
En 2002, Christophe Barratier réalise Les Tombales, une adaptation en court métrage d'après la nouvelle homonyme de Maupassant, avec Lambert Wilson dans le rôle de Joseph, Carole Weiss dans le rôle de la veuve et Kad Merad dans le rôle de Gustave,.

## Éditions
- Maupassant, La Maison Tellier, édition de Louis Forestier, Éditions Gallimard, 1995.  (ISBN 978-2-07-039401-2)